# Vicovu de Sus
Vicovu de Sus (« le Vicov d'en haut ») est une ville moldave de Bucovine, située dans le nord-est de la Roumanie. En 2011, elle comptait 13 308 habitants.

## Géographie
La ville Vicovu de Sus est située au nord-est de la Roumanie, dans le județ de Suceava. La colline Obcina Mare (sommet Măgura Mică, 837 m) se trouve dans la partie sud de Vicov. 

## Histoire
Des campements ont existé dans la vallée de la rivière Suceava depuis la période paléolithique. Pendant l'antiquité, l’espace Moldave été habité par les Costoboces et les Carpes, des peuples daces.
Le village Vicov est mentionné sous le règne de Dragoș de Moldavie. Le 15 septembre 1466, après la construction du monastère Putna, le voïvode moldave Étienne III le Grand achète le domaine de Vicovu de Sus. Sa sépulture et celle de sa famille se trouvent au monastère.
De 1775 à 1918 la commune est annexée par l'empire des Habsbourg devenu Autriche-Hongrie.
La limite nord de la commune est la frontière avec l’Ukraine tracée à travers le territoire communal en juin 1940 en application du protocole secret du pacte Hitler-Staline du 23 août 1939. 

## Démographie
Lors du recensement de 2011, 92,77 % de la population se déclarent roumains et 5,04 % comme roms (2,01 % ne déclarent pas d'appartenance ethnique et 0,15 % déclarent appartenir à une autre ethnie).

## Politique
| Parti | Parti                           | Sièges |
| ----- | ------------------------------- | ------ |
|       | Parti social-démocrate (PSD)    | 10     |
|       | Parti national libéral (PNL)    | 6      |
|       | Parti Mouvement populaire (PMP) | 1      |

## Jumelages
- Cesson (France)
- Schaerbeek (Belgique)